# Все можливо
«Все можливо» — двадцятий фільм Оксани Байрак, кіномелодрама, третя спільна робота Байрак з телеканалом «Інтер». Прем'єра відбулася 4 квітня 2010 року на телеканалі «Інтер».

## Сюжет
Голова однієї з політичних партій Катерина Шаховська (Лариса Удовиченко) збирається балотуватися на пост Президента. Щоб зробити собі хороший Піар, вона вирішує зняти фільм про своє особисте життя, яке для сторонніх здається ідилічним: молодий чоловік — успішний психоаналітик Олег (Олег Штефанко) — і п'ятнадцятирічна донька-школярка з чарівним ім'ям Злата.
По допомогу вона звертається до свого старого приятеля Єгора Кричевського (Володимир Горянський) — керівника одного з телеканалів. Катерина і не здогадується, що бажання зробити фільм та співпраця із режисером із вельми нестандартним баченням, стане початком великих проблем у її родині.
Усе починається, коли Катерина знайомиться з режисеркою Маргаритою Нікітіною (Наталія Васько) і знайомить її зі своєю сім'єю. З метою написання сценарію Маргарита день у день перебуває у будинку Шаховської, та переважно — цікавиться чоловіком Катерини. Між молодою жінкою та Олегом виникають дивні стосунки. Помітивши це, Катерина вирішує з'ясувати, що ж насправді пов'язує її чоловіка з Маргаритою. Вона й гадки не має, що правда виявиться значно серйознішою, ніж вона могла уявити…

## Цікаве
- У одному з епізодів Єгор Кричевський (режисер телеканалу) жаліється політику Катерині Шаховській, що завершується український дубляж телесеріалу «Сімнадцяти миттєвостей весни»: «Рейтинги — нуль» — нарікає він. Катерина Шаховська обіцяє допомогти (вочевидь, з необхідністю українського дублювання як такого). Український дубляж телесеріалу «Сімнадцяти миттєвостей весни» дійсно було створено у 2008 році на студії «З ранку до ночі» для телеканалу TVi.